# Философия на правото
 Тази статия е за правната дисциплина.  За произведението на Хегел вижте Философия на правото (Хегел).  
Философията на правото или правната философия е раздел на философията и юриспруденцията, който има за предмет изследването на смисъла на правото, неговата същност, както и понятието за него; възникването, неговото място и ролята му в съвременния свят; ценността, значимостта и ролята му в и за живота на човека, обществото и държавата, за съдбата на народите и бъдещето на човечеството.

## Раздели на философията на правото
1. Правна онтология;
2. Правна гносеология;
3. Правна аксиология;
4. Правна антропология;
5. Правна логика;
6. Правна херменевтика.